# 光义街
光义街是云南丽江古城里的一条街，这条街始于关门口，从关门口向南走，则分布有著名的纳西族民居建筑“王家院”，往南则是另外一个有名的景点——木府。 
光义街曾经改名为“人民街”，后来恢复了旧名。